# Begonia pantherina
Begonia pantherina là một loài thực vật có hoa trong họ Thu hải đường. Loài này được Putz. ex Linden mô tả khoa học đầu tiên năm 1862.